# Малоархангељск
Малоархангељск (рус. Малоархангельск) град је у Русији у Орелској области. Према попису становништва из 2018. у граду је живело 3276 становника.

## Географија

### Клима
Малоархангељск је у подручју умерене континенталне климе (Кепенова класификација климе - Dfb) с топлим, донекле влажним летима и умерено хладним зимама.

## Становништво
| 1939. | 1959. | 1970. | 1979. | 1989. | 2002. | 2010. | 2018. |
| ----- | ----- | ----- | ----- | ----- | ----- | ----- | ----- |
| 3.500 | 2.499 | 3.000 | 3.580 | 4.294 | 3.962 | 3.620 | 3.276 |